# Inspektor Ricciardi
Inspektor Ricciardi je talijanska televizijska serija temeljena na seriji romana Maurizija De Giovannija. Mladi policijski inspektor Luigi Alfredo Ricciardi može vidjeti duhove ubijenih ljudi i čuti njihove zadnje misli.
Serija je premijerno počela sa prikazivanjem 25. siječnja 2021. U planu je i treća sezona serije.

## Radnja
Radnja je smještena u Napulj, tridesetih godina u punom fašističkom režimu, prati istrage policijskog načelnika Luigija Alfreda Ricciardija. Čovjek čuva strašnu tajnu naslijeđenu od svoje majke Marte, koju naziva Činjenicom: sposoban je uočiti posljednje riječi koje su mislili ili rekli duhovi žrtava nasilne smrti, kako za nesreće tako i za ubojstva, koja se manifestiraju u evanescentnoj slici na mjestima smrti.
Upravo zbog njegove kletve vrlo je malo ljudi koji su mu bliski: Raffaele Maione (brigadir s kojim je povezan otkako je izgubio najstarijeg sina Lucu, policajca poput njega), Brune Modoa (otvorenog antifašističkog patologa), Enrice Colombo (mlada učiteljica koja živi u zgradi nasuprot, a u koju je zaljubljen), Rosa Vaglio (starija domaćica koja se brine o njemu od rane dobi,  i nakon Martine smrti postala njegova voljena majka) i nakon smrti potonjeg, njegova nećakinja Nelide.

## Pregdled serije
Prva sezona prikazana je na Rai 1 od 25. siječnja 2021., druga od 6. ožujka 2023. U Hrvatskoj serija se premijerno prikazuje od 17. ožujka na kanalu Star Crime, a od 2. rujna na kanalu Epic Drama.
| Sezona | Epizoda | Talijansko prikazivanje              | Hrvatsko prikazivanje                   |
| ------ | ------- | ------------------------------------ | --------------------------------------- |
| 1.     | 6       | 25. siječnja 2021. – 1. ožujka 2021. | 17. ožujka 2023. – 21. ožujka 2023.     |
| 2.     | 4       | 6. ožujka 2023. – 21. ožujka 2023.   | 17. studenoga 2023. – 8. prosinca 2023. |

## Glumačka postava
- Lino Guanciale kao Luigi Alfredo Ricciardi
- Antonio Milo kao Raffaele Maione
- Enrico Ianniello kao Bruno Modo
- Serena Iansiti kao Livia Lucani
- Maria Vera Ratti kao Enrica Colombo
- Marco Palvetti kao Falco
- Nunzia Schiano kao Rosa Vaglio
- Mario Pirrello kao Angelo Garzo
- Fabrizia Sacchi kao Lucia Caputo
- Fiorenza D'Antonio kao Bianca Palmieri di Roccaspina
- Christoph Hülsen kao Manfred Kaspar von Brauchitsch
- Adriano Falivene kao Bambinella
- Massimo De Matteo kao Giulio Colombo
- Susy Del Giudice kao Maria Tritone
- Roberto Giordano kao Camarda
- Veronica D'Elia kao Nelide
- Peppe Servillo kao don Pierino Fava
- Giovanni Allocca kao Cesarano
- Nicola Acunzo kao Sebastiano Ponte

## Snimanje
Snimanje prve sezone započelo je 23. svibnja 2019., a završeno 30. studenoga. Serija je snimljena u povijesnom središtu Taranta (rezidencija povjerenika je Palazzo Lo Jucco), međutim lokacije su uključivale i nekoliko mjesta u glavnom gradu Napulja: Teatro di San Carlo, Teatro Sannazaro, Nacionalni muzej Capodimonte, Villa Pignatelli, Reggia di Portici, bazilika Santissima Annunziata Maggiore, Kraljevska palača,  Piazza del Plebiscito i Caffè Gambrinus. Ostale scene snimljene su u Nocera Inferiore i Capua.
Redateljica filma Rai Fictiona, Maria Pia Ammirati, najavila je 1. ožujka 2021. obnovu druge sezone, koja je započela sa snimanje 23. svibnja 2022., a završila 19. rujna.
Glavni glumac Lino Guanciale rekao je u jednom intervjuu da je treća sezona već u planu.

## Vanjske poveznice
- Službena stranica na raiplay.it
- Službena stranica na foxtv.hr
- Il Commissario Ricciardi u internetskoj bazi filmova IMDb-a